# Libichava
Libichava est un village de Slovaquie situé dans la région de Trenčín.

## Histoire
Première mention écrite du village en 1389.

## Démographie

### Évolution de la population
| Année:               | 1994. | 2004.   | 2014.    | 2024.   |
| -------------------- | ----- | ------- | -------- | ------- |
| Nombre de personnes: | 179   | 168     | 137      | 138     |
| Différence:          |       | -6,14 % | -18,45 % | +0,72 % |

| Année:               | 2023. | 2024.   |
| -------------------- | ----- | ------- |
| Nombre de personnes: | 146   | 138     |
| Différence:          |       | -5,47 % |